# Berlin-Dahlem
Dahlem is een stadsdeel van de Duitse hoofdstad Berlijn in het district Steglitz-Zehlendorf. Het ligt in het zuidwesten van de stad, tussen de stadsdelen Steglitz, Lichterfelde, Zehlendorf en Wilmersdorf en het Grunewald. Het stadsbeeld van Dahlem wordt gekenmerkt door ruim aangelegde villawijken en parken, waardoor het stadsdeel een voor Berlijnse begrippen lage bevolkingsdichtheid kent. Daarnaast is er een aantal wetenschappelijke instellingen gevestigd in Dahlem, waaronder de Vrije Universiteit Berlijn en de Max-Planck-Gesellschaft. Ook bevindt zich een complex van de Staatliche Museen zu Berlin in het stadsdeel (Museumszentrum Berlin-Dahlem), waar onder andere een beroemde etnologische verzameling ondergebracht is.

## Geschiedenis
De eerste vermelding van Dahlem in een oorkonde dateert uit 1275. Het riddergoed van Otto von Milow te Dahlem staat sinds 1450 in het belastingregister vermeld. Na de dood van de laatste Von Milow gingen het riddergoed en het dorp Dahlem over op de broers Heinrich en Peter von Spiel, die reeds bijna de helft van de Dahlemse grond in hun bezit hadden. Het nog bestaande landhuis van de Von Spiels kwam gereed in 1560 en is daarmee het oudste niet-klerikale gebouw van Berlijn.
In 1655 werden het dorp en het riddergoed verkocht aan Georg Adam von Pfuhl, die Dahlem op zijn beurt 16 jaar daarna aan zijn neef Cuno Hans von Wilmerstorff overdeed. Von Wilmerstorff initieerde intensieve bouwwerkzaamheden in het tijdens de Dertigjarige Oorlog zwaar beschadigde dorp. In 1799 wisselde Dahlem opnieuw van heer: de laatste Von Wilmerstorff verkocht het dorp en het naburige Schmargendorf aan graaf Friedrich Heinrich von Podewils. Onder zijn bestuur werden de laatste boeren van Dahlem uitgekocht en kwam het gehele grondgebied van het dorp in één hand. Von Podewils stierf echter al vijf jaar nadat hij Dahlem had verworven. In 1804 kocht Carl Friedrich von Beyme dorp en landgoed voor 80.000 daalders. Na zijn dood verkocht Von Beymes dochter Charlotte Dahlem aan het Pruisische Domeinenbeheer.
In 1901 werd het Koninklijke Domein Dahlem van het dorp afgescheiden, met het doel daar een villawijk en een wetenschappelijk centrum te stichten. Het Domein zou daarnaast de eerder gebouwde villawijk Lichterfelde-West met de rest van het Berlijnse stadsgebied moeten verbinden. Dahlem telde in deze periode ruim 1000 inwoners en was onderdeel van het district Teltow. In 1913 werd het groeiende dorp aangesloten op de Berlijnse metro. Met de vorming van Groot-Berlijn in 1920 verloor Dahlem zijn zelfstandigheid en werd het een deel van het district Zehlendorf van de Duitse hoofdstad. Op dat moment telde het dorp 6244 inwoners.
In 1934 vond in Dahlem onder leiding van Martin Niemöller de tweede synode van de Bekennende Kirche plaats. De synode leidde tot het verwerpen van nationaalsocialistische invloeden op kerk zoals de Deutsche Christen die nastreefden.
De Vrije Universiteit Berlijn nam na haar stichting in 1948 haar intrek in de gebouwen van de Kaiser-Wilhelm-Gesellschaft en enkele naburige villa's in Dahlem. Vanaf het einde van de jaren 1960 verrees de huidige campus.

## Bezienswaardigheden en instellingen

### Bezienswaardigheden
- Jagdschloss Grunewald met schilderijverzameling
- Filologische bibliotheek van de Vrije Universiteit, ontworpen door Norman Foster

### Musea
- Botanischer Garten Berlin
- Musea Berlin-Dahlem:
  - Museum für Asiatische Kunst
  - Ethnologisches Museum - volkenkunde
  - Museum Europäischer Kulturen
- Domäne Dahlem - landbouwhistorisch openluchtmuseum
- Brücke Museum Berlin - kunst van Die Brücke
- Alliiertenmuseum - geschiedenis van de Koude Oorlog in Berlijn

### Wetenschappelijk centrum Dahlem
- Vrije Universiteit Berlijn
- Max-Planck-Gesellschaft, opvolger van het in Dahlem gestichte Kaiser-Wilhelm-Institut
- Bundesanstalt für Materialforschung und -prüfung
- Biologische Bundesanstalt für Land- und Forstwirtschaft
- Bundesinstitut für Risikobewertung
- Deutsches Archäologisches Institut
- Konrad-Zuse-Zentrum für Informationstechnik Berlin
- Geheimes Preußisches Staatsarchiv
- Deutsches Institut für Wirtschaftsforschung
- Institut für Museumskunde

## Vervoer
Dahlem is verbonden met het westelijke centrum van Berlijn door middel van metrolijn U3. Er zijn vier stations: Podbielskiallee, Dahlem-Dorf, Thielplatz en Oskar-Helene-Heim.

## Afbeeldingen

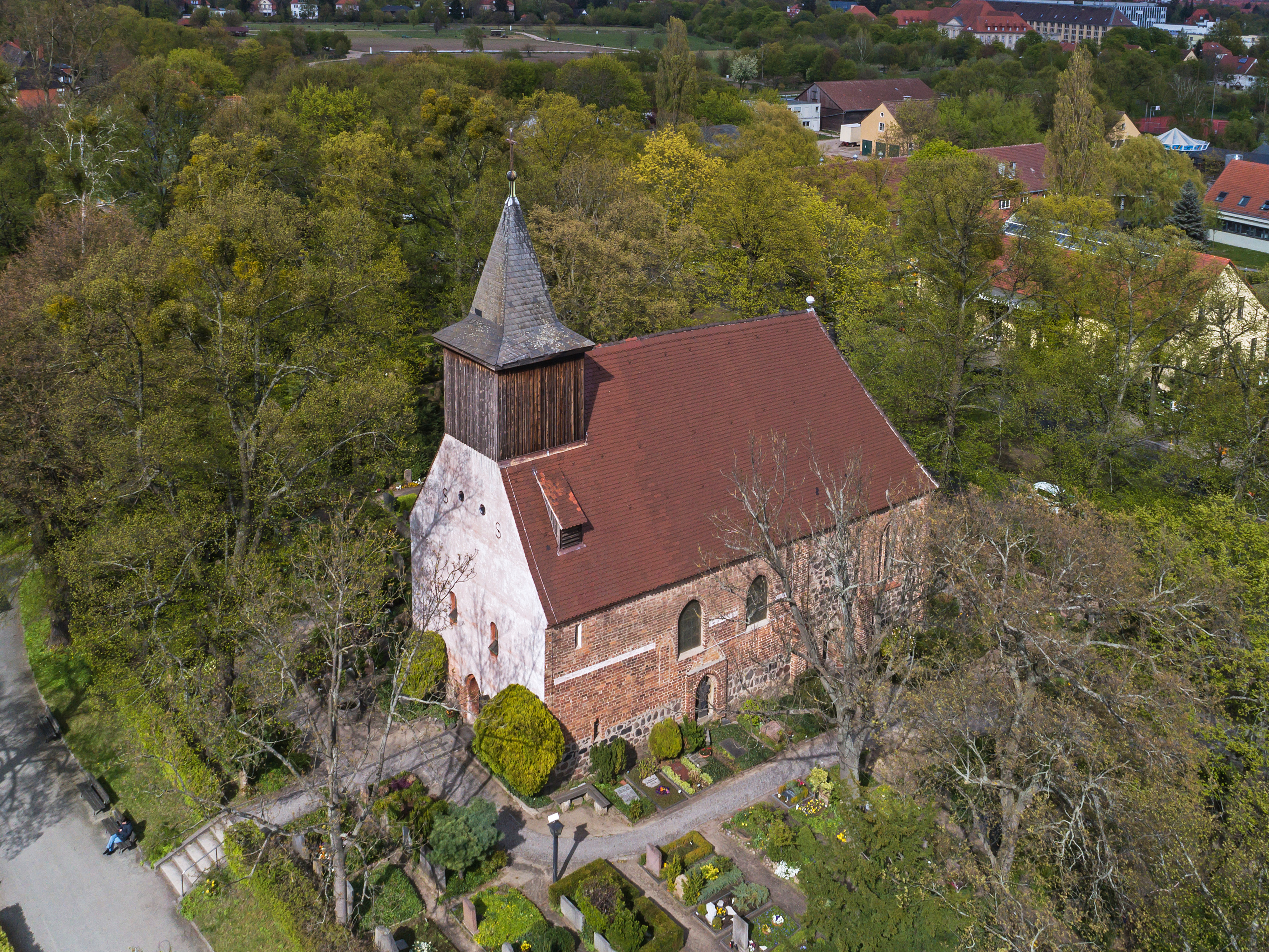
Annenkirche in het oude dorpscentrum
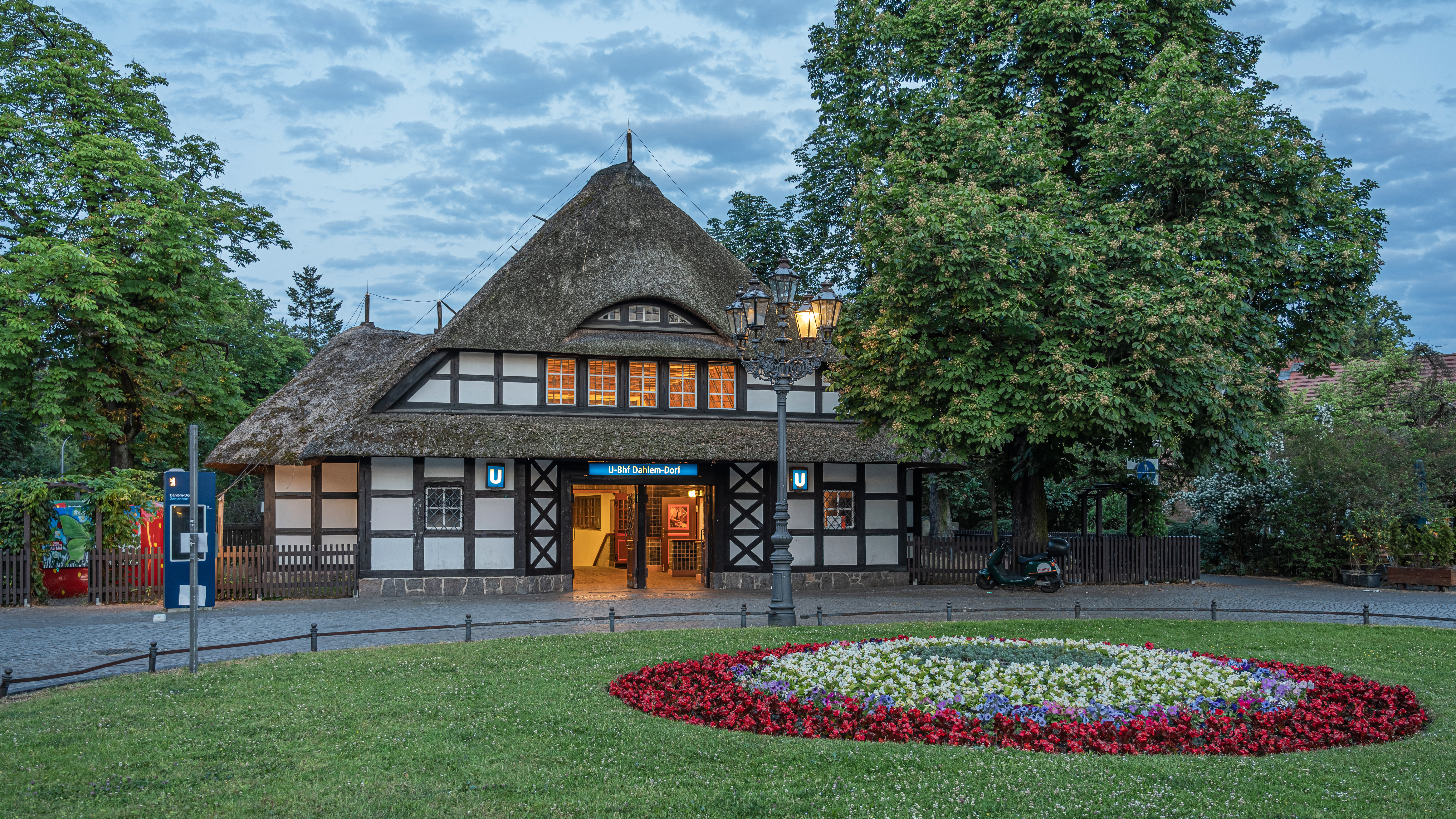
Toegang tot metrostation Dahlem-Dorf
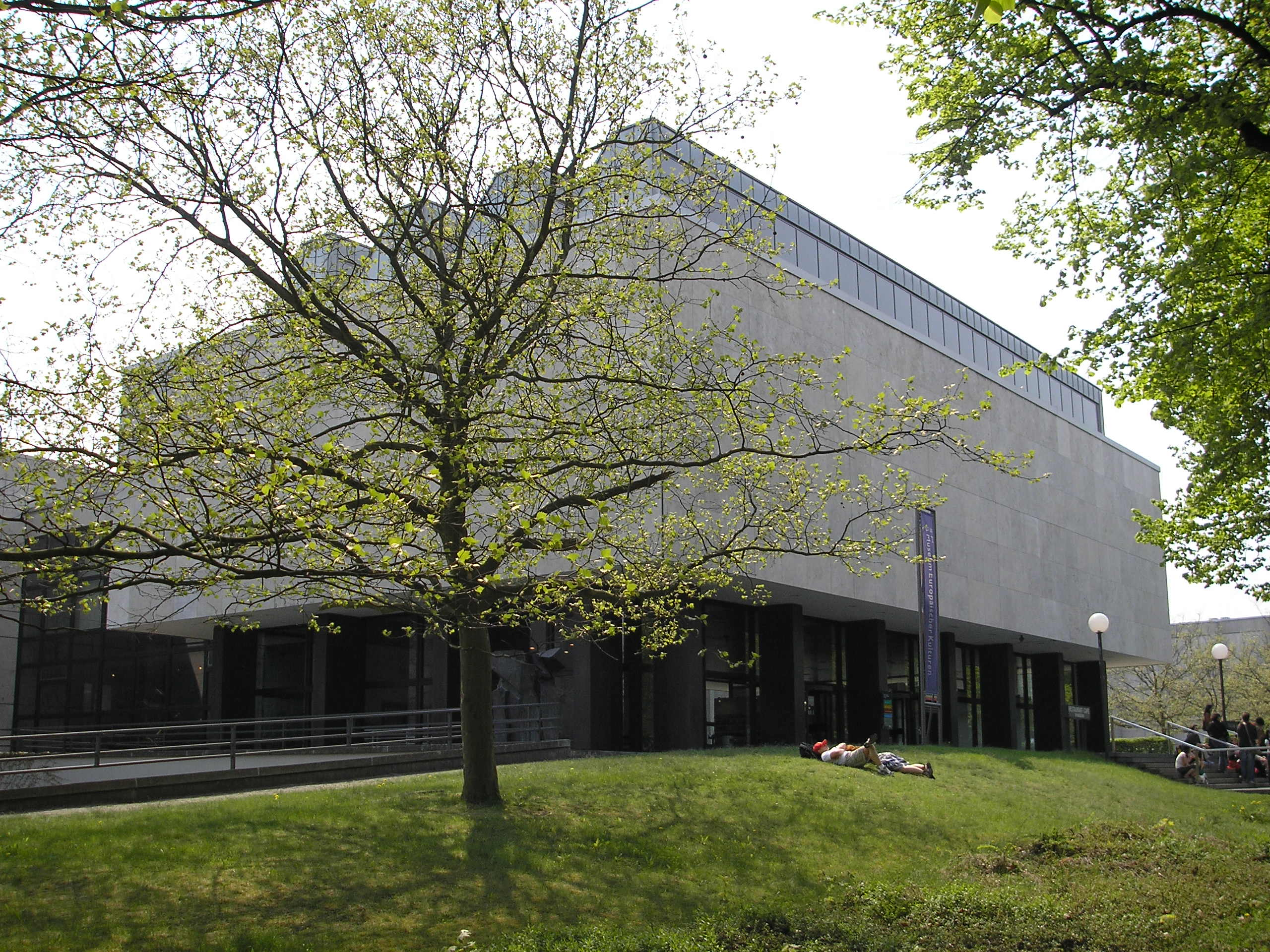
Museen Dahlem
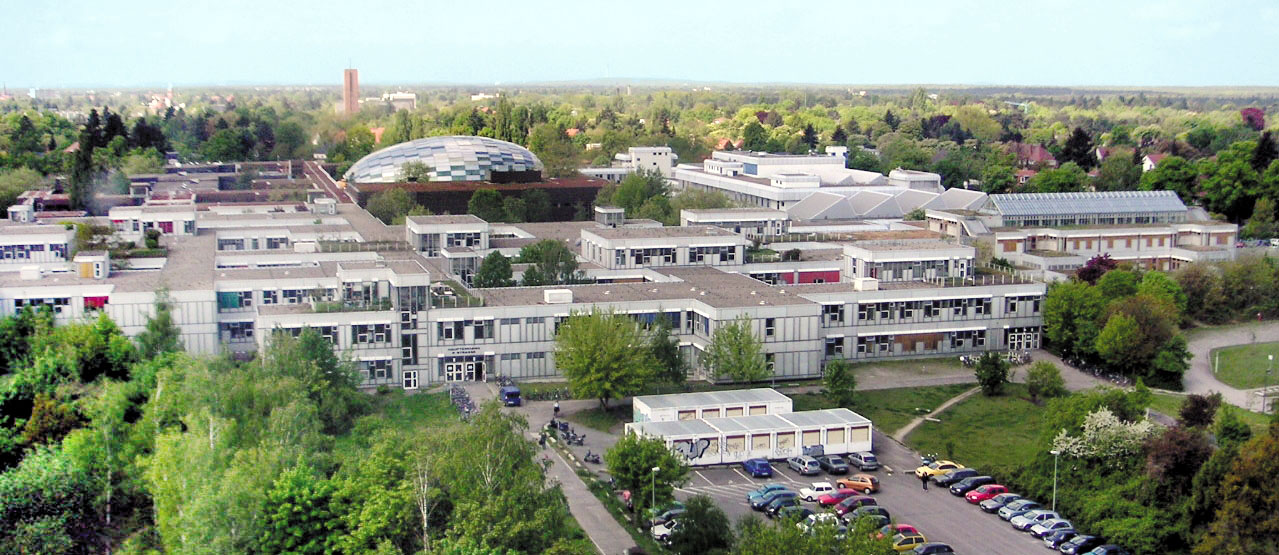
Campus van de Vrije Universiteit
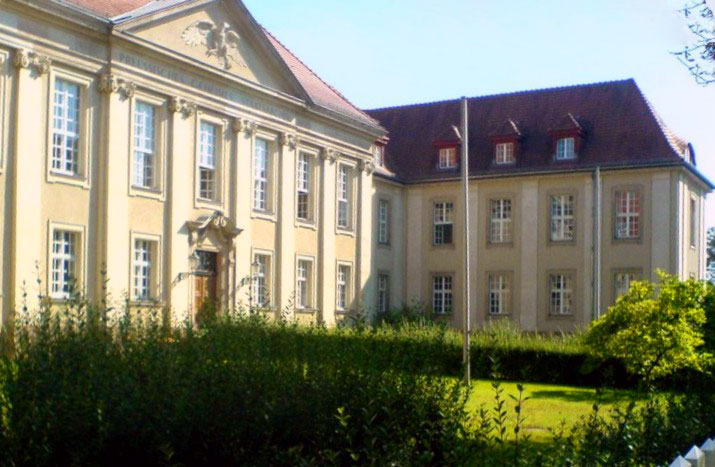
Preussisches Geheimes Staatsarchiv

Dahlem ·
Lankwitz ·
Lichterfelde ·
Nikolassee ·
Schlachtensee ·
Steglitz ·
Wannsee ·
Zehlendorf